# Diachrysia rosea
Diachrysia rosea är en fjärilsart som beskrevs av Kaucki 1929. Diachrysia rosea ingår i släktet Diachrysia och familjen nattflyn. Inga underarter finns listade i Catalogue of Life.